# Buffalo White Eagles
Il Buffalo White Eagles è stato un club calcistico canadese e poi statunitense, con sede inizialmente a Toronto (Ontario) e poi Buffalo (New York).

## Storia
La squadra venne fondata nel 1949 come Klub Sportowy Biały Orzeł, anglicizzato in Polish White Eagles, da emigrati polacchi a Toronto. Dopo aver giocato nelle leghe minori locali, dal 1952 entra nella NSL. Nella stagione 1955, dopo il terzo posto ottenuto in regular season, perde la finale playoff contro il Toronto Ulster Utd. Nel campionato 1956 si aggiudica sia la stagione regolare che i playoff per il titolo.
Nel 1962 entra a far parte della Eastern Canada Professional Soccer League, che però impone il trasferimento negli Stati Uniti d'America, a Buffalo (New York). Il campionato fu fallimentare e venne terminato al quinto e ultimo posto. Al termine del campionato i White Eagles cessarono ogni attività.

## Palmarès

### Competizioni nazionali
- NSL: 1

1956